# Fliegerbombe

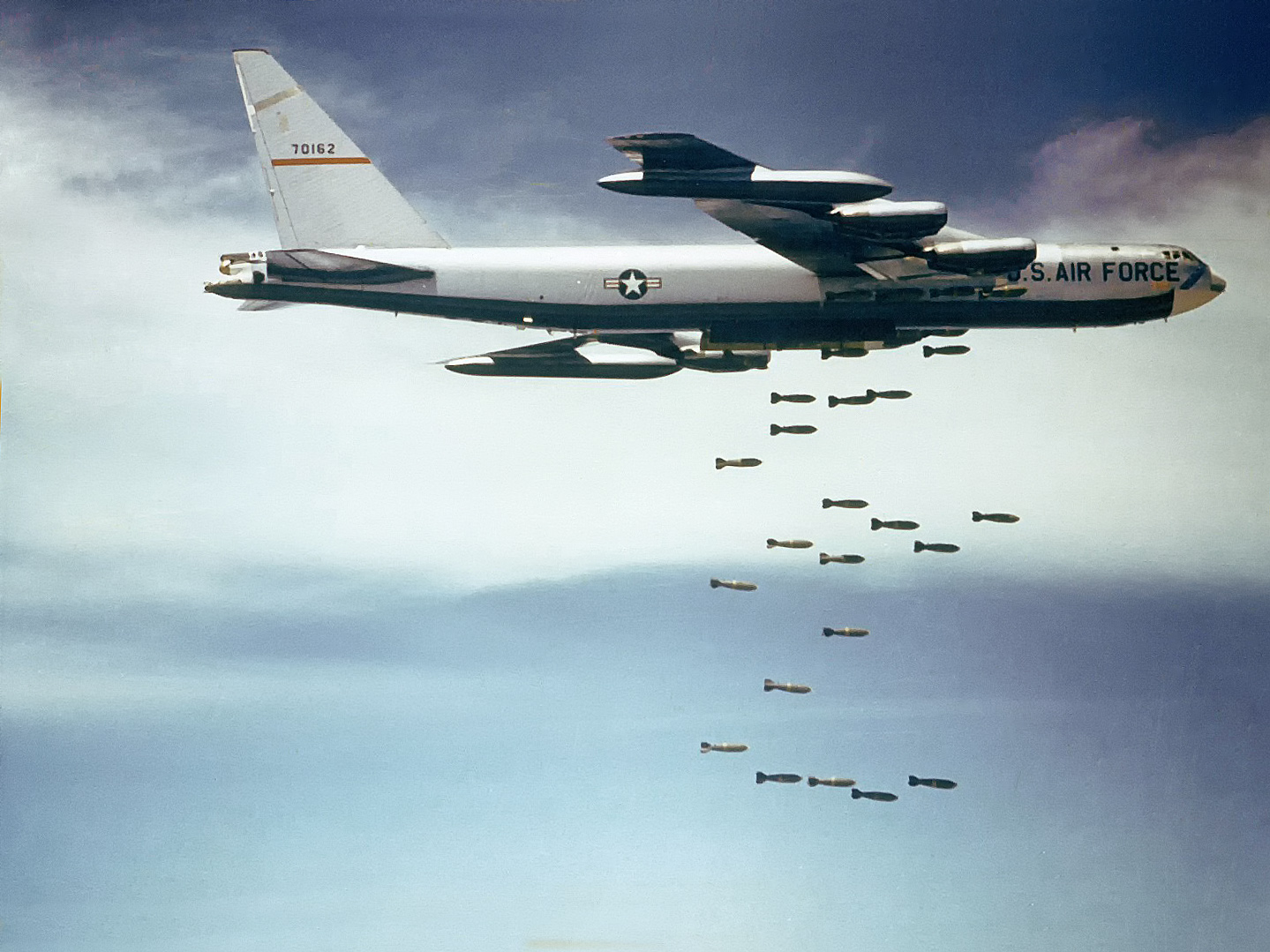
B-52 wirft Bomben im Vietnamkrieg ab

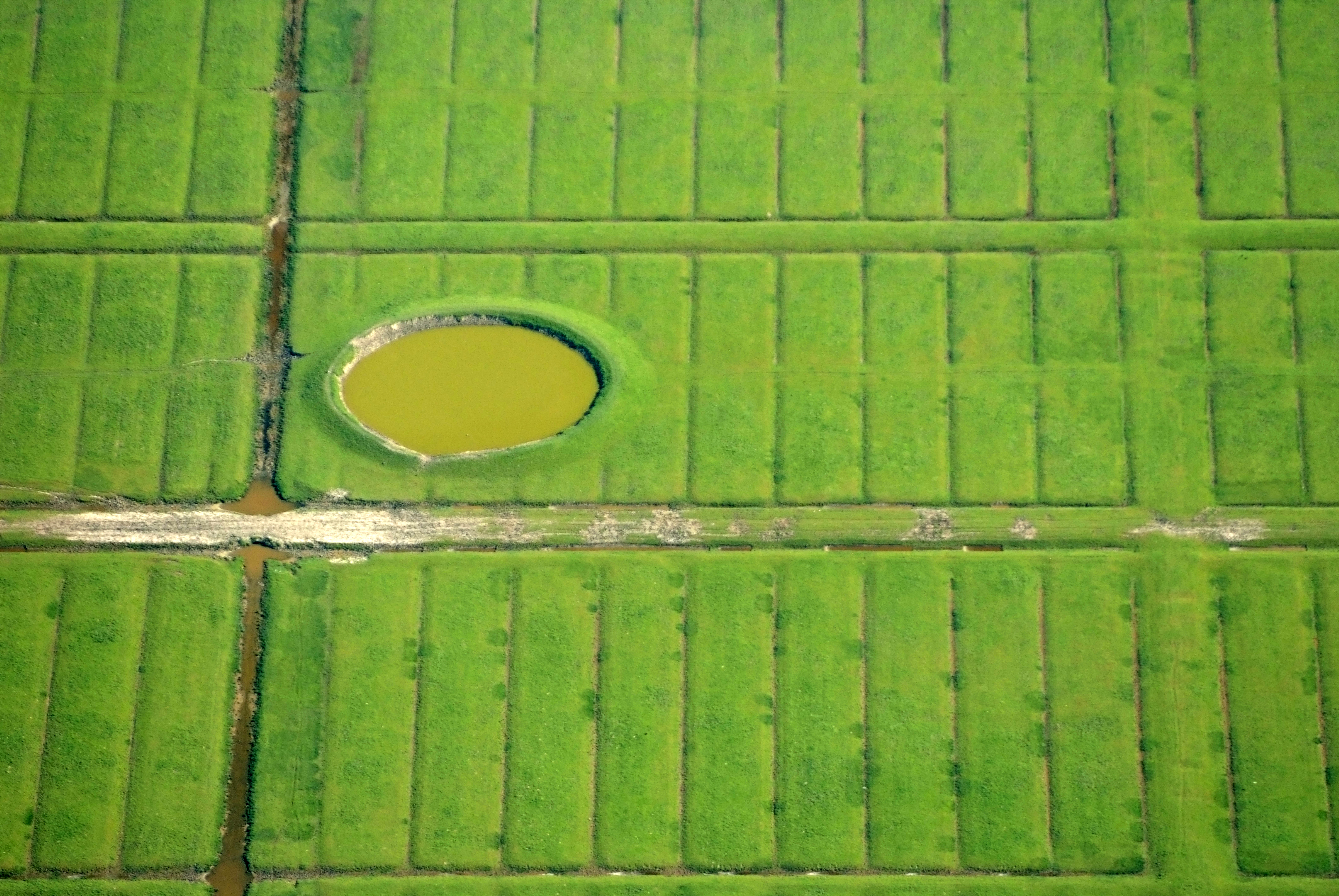
Bombenkrater aus dem Zweiten Weltkrieg in einem Polder an der Nordseeküste (Luftbild Mai 2012)

Eine Fliegerbombe (auch Abwurfkampfmittel bzw. Abwurfmunition) ist eine Bombe, die aus einem Flugzeug, meist einem Bomber, abgeworfen wird und, je nach Zündsystem, beim Aufprall, in geringer Höhe über dem Boden, nach Durchschlag eines Zieles oder verzögert explodiert. Ungelenkte Bomben sind, aus großer Höhe abgeworfen, eine sehr ungenaue Waffe, weshalb oft eine größere Fläche mit Bomben belegt wird, um so die Streuung auszugleichen und das eigentliche Ziel zu treffen. Heute übliche Bomben steuern sich meistens selbst ins Ziel (vgl.: Präzisionsgelenkte Munition), sind aber wegen möglicher Fehlfunktion und der in Mitleidenschaft gezogenen Umgebung des Ziels ethisch umstritten. Sie werden häufig als unzivilisiertes und verwerfliches Mittel der Kriegsführung gesehen. Das Bombardieren von Flächen (Flächenbombardement) wurde oft als Terrorangriff angewendet, um Angst und Schrecken in der Bevölkerung zu verbreiten, möglichst viele Menschen zu töten oder zu verletzen und die Infrastruktur zu zerstören.

## Unterscheidung
Man unterscheidet Fliegerbomben:
- nach ihrer Wirkungsweise im Ziel unter anderem in:
  - Sprengbomben im weiteren Sinne sind mit Sprengstoff gefüllt und explodieren „als Ganzes“. Dazu zählen Mehrzweckbomben, Splitterbomben, Panzersprengbomben und Luftminen.
  - Streubomben sind Behälter, die eine größere Anzahl Submunition („kleine Bomben“) enthalten. Mit einer Streubombe soll eine größere Fläche gleichmäßig mit „Wirkung“ belegt werden. Wegen der großen Blindgängerzahl und den daraus resultierenden häufigen Unfällen sind sie humanitär und ethisch umstritten.Eine amerikanische M-29-Streubombe aus dem Zweiten Weltkrieg

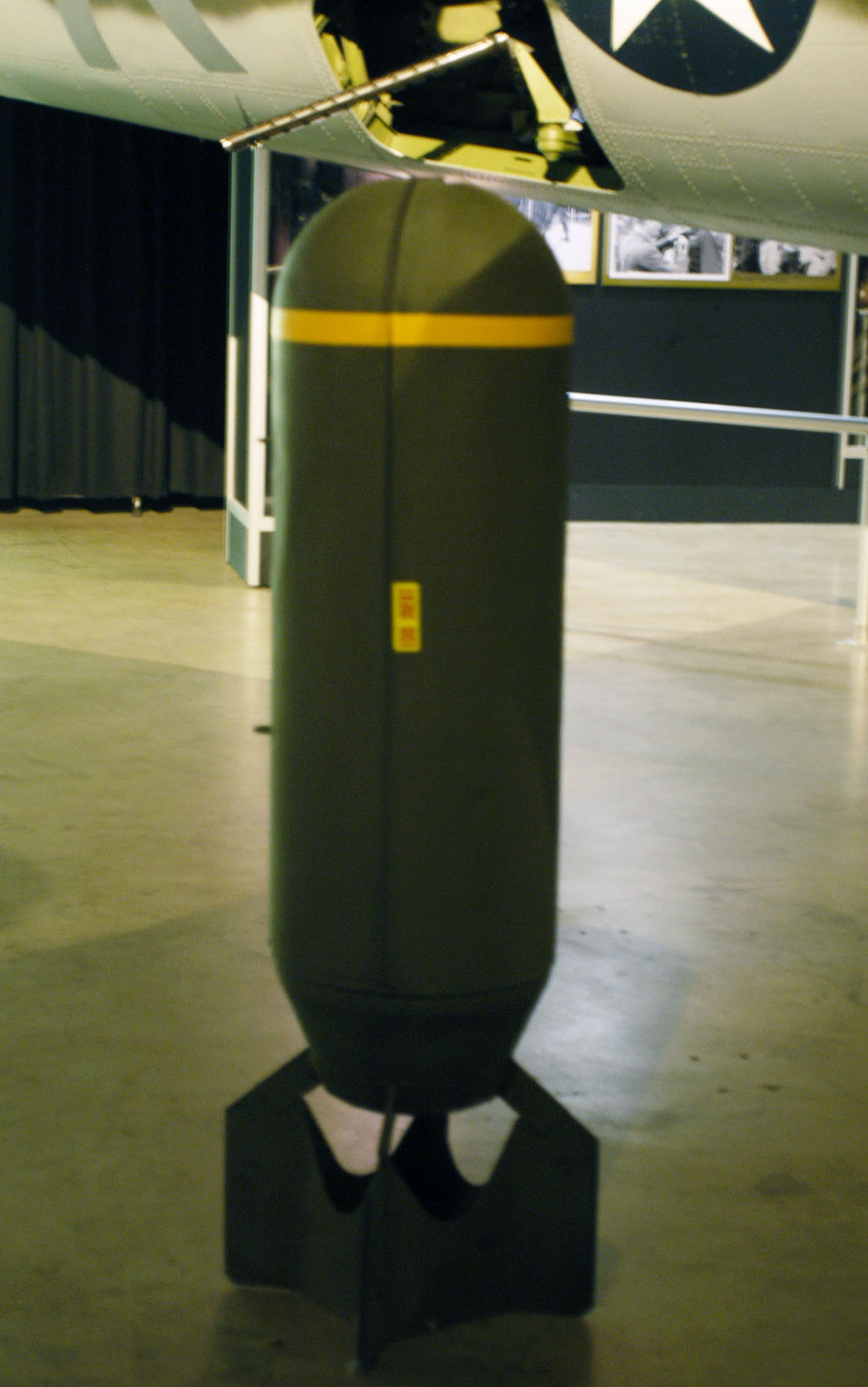
Eine amerikanische M-29-Streubombe aus dem Zweiten Weltkrieg

  - Brandbomben wirken durch Feuer; man kann unterscheiden zwischen
    - kleinen Brandbomben wie beispielsweise Stabbrandbomben, die in großen Stückzahlen gegen bebautes Gebiet eingesetzt werden und bei großflächiger Anwendung einen sich selbst verstärkenden Feuersturm verursachen können
    - großen Brandbomben wie etwa Napalmbomben, die beispielsweise auch zum Einsatz gegen Truppenansammlungen geeignet sind

  -  Leuchtbomben enthalten einen Leuchtsatz und werden meist am Fallschirm abgeworfen. Sie werden zur Gefechtsfeldbeleuchtung oder zur Markierung eines Ziels (vor allem im Zweiten Weltkrieg) verwendet und wurden auch „Christbäume“[1] genannt.
  - 'Blitzlichtbomben' – enthalten einen Blitzlichtsatz und wurden bei nächtlichen Aufklärungsflügen für Fotos verwendet
  - Aerosolbomben oder FAE-Bomben – „Fuel Air Explosive“ enthalten einen brennbaren Stoff, der durch eine kleine Zerlegeladung im Ziel zunächst fein verteilt und dann entzündet wird. Beim Abbrand in Verbindung mit dem Luftsauerstoff wird so eine große Verpuffung erzeugt.
  - Bomben mit thermobarer Wirkung sind Sprengbomben mit einem dicken Mantel aus brennbaren Stoffen (z. B. Aluminium-Pulver), um die Hitzewirkung zu steigern und eine stärkere Druckwelle zu erreichen.
  - Bomben mit ABC-Wirkung, also
    - Kernwaffen
    - Biologische Waffen
    - Chemische Waffen

- nach ihrer Möglichkeit zu Steuerung während des Fluges:
  - Dumb Bombs – sind ungelenkte Bomben, die nach dem Abwurf nicht mehr gelenkt werden können
  - Smart Bombs – Bomben, die entweder nach dem Abwurf ferngelenkt werden oder selbsttätig ein Ziel ansteuern können.

## Indirekte Gefahren
Nicht explodierte Fliegerbomben, auch Blindgänger genannt, sind auch nach Jahrzehnten eine Gefahr, da sich der in ihnen enthaltene Sprengstoff unberechenbar verhalten kann. Auch die langfristige Wirkung der von Bomben stammenden Gifte ist nicht zu unterschätzen.

### Bombenfunde in Deutschland
Seit dem Ende des Zweiten Weltkrieges gehören Bombenfunde in Deutschland zum Alltag. Die meist bei Bauarbeiten oder vorab bei Absicherungsarbeiten durch Fachfirmen entdeckten Blindgänger müssen beseitigt werden. Dies geschieht im Idealfall durch Entschärfung am Fundort, Abtransport und anschließende fachmännische Vernichtung. Ist dies nicht möglich, muss unentschärft transportiert oder im Extremfall unter entsprechenden Sicherungsmaßnahmen auch vor Ort vernichtet, ggf. sogar gesprengt werden. 
Die Blindgänger stellen weiterhin eine Gefahr dar, da Zünder und Sprengmasse in der Regel noch funktionstüchtig sind und die Empfindlichkeit bestimmter Explosivstoffe in Zünder und Sprengstofffüllung durch die Alterung sogar noch zunehmen kann. Die Kampfmittelräumung, die heute weitgehend gewerblich erfolgt, wird bei der Menge der auf Deutschland abgeworfenen Bomben und einer durchschnittlichen Blindgängerquote von ca. 20 Prozent, die in absoluten Zahlen mehr als 250.000 Bomben entspricht, mit dieser Arbeit noch Jahrzehnte beschäftigt sein. 
Man geht von etwa 100.000 noch unentdeckten Blindgängern aus.

#### Beispiele für Funde und Vorfälle
- Am 1. Juni 2010 detonierte auf dem Schützenplatzgelände von Göttingen eine Fliegerbombe bei den Vorbereitungen zur Entschärfung. Dabei kamen drei Mitarbeiter des Kampfmittelräumdienstes zu Tode, weitere sechs Menschen wurden verletzt, zwei davon schwer. Die Bombe soll einen chemisch-mechanischen Langzeitzünder („Säurezünder“) gehabt haben.[3][4]
- Bei der Evakuierung in Koblenz am 4. Dezember 2011 mussten 15.000 Bewohner ihre Häuser für die Zeit der Entschärfung verlassen. Die Luftmine war von einem Spaziergänger am Rhein bei Niedrigwasser gesichtet worden.
- Am 28. August 2012 gerieten mehrere Häuser im Münchner Stadtteil Schwabing in Brand, als ein Blindgänger auf dem Grundstück der Kneipe Schwabinger 7 durch den Kampfmittelräumdienst kontrolliert gesprengt wurde.
- Am 3. Januar 2014 detonierte eine Bombe in Euskirchen beim Umschichten von Bauschutt. Dabei wurde der Baggerfahrer getötet und 13 weitere Menschen wurden verletzt. Es handelte sich um eine 1,8 Tonnen schwere Luftmine.[5][6]
- Bei der Entschärfung einer Luftmine in Augsburg am 25. Dezember 2016 mussten 54.000 Einwohner evakuiert werden.
- Bei der Evakuierung in Frankfurt am Main am 3. September 2017 mussten mehr als 60.000 Anwohner in einem Umkreis von 1,5 Kilometern um den Fundort das Gebiet für die Dauer der Entschärfung räumen.

### Bombenfunde in Österreich
Auch Österreich war Ziel zahlreicher Luftangriffe im Zweiten Weltkrieg.
Im Februar 2015 hat die Stadt Graz den Bombenblindgängerkataster neu erstellt und als Übersichtskarte auf ihrer Website veröffentlicht. 4,8 % der Fläche des Stadtgebiets sind darauf rot markierte Zonen, in denen mit dem Vorhandensein von Kampfmitteln gerechnet werden muss.

#### Beispiele für Funde und Vorfälle
- 1965 explodierte in Salzburg eine Fliegerbombe unter einer Tankstelle, ein Mann wurde dabei getötet.[8]
- Im Juli 2003 wurden zwei Beamte des Entminungsdienstes beim Versuch, eine 250 Kilogramm schwere US-Fliegerbombe in der Nähe des Salzburger Hauptbahnhofes zu entschärfen, getötet, zwei weitere Beamte wurden verletzt.[8]
- Im März 2011 wurde bei Bauarbeiten östlich des Hauptbahnhofs von Graz eine 250-kg-Bombe gefunden, die einen Langzeitzünder aufwies und deshalb nicht entschärft werden konnte. Es erfolgte eine Evakuierung von Bahnhof und Gebäuden im Umkreis. Der Versuch, das in der Baugrube liegende Kriegsrelikt mit einer Längsschneidladung zu öffnen, scheiterte am dicken Mantel. Im zweiten Versuch des Entminungsdienstes erfolgte eine Vollsprengung unter einer gewissen Verdämmung, wobei zahlreiche Glasscheiben in der Umgebung (Hotel Daniel, Hotel Europa) und die renovierte denkmalgeschützte Uhr mit Leuchtzeigern am Abfahrtsgebäude zu Bruch gingen. Ein Stück flog 1,1 km weit bis zum Lendplatz.[9]
- Am 29. August 2016 wurde von jungen Männern, die per Metalldetektor nach Münzen suchten, eine 250-kg-Fliegerbombe in den rechtsufrigen Auen der Traun im Linzer Stadtteil Ebelsberg gefunden. Sie wurde nach Verdämmung mit Erdreich und Sandsäcken am Vormittag des 30. August gesprengt. Ein Umkreis von 200 m Radius wurde völlig gesperrt, im Radius von 1000 m empfahl die Polizei den Aufenthalt in geschlossenen Gebäuden.[10][11]
- Am 6. August 2023 explodierte in Vals, Tirol eine geschätzt zumindest 250 kg schwere Bombe in einem Feld. Es entstand ein Krater von etwa 10 m Durchmesser und 3 m Tiefe. Im 2. Weltkrieg ist hier die Brennerbahn von Flugzeugen aus bombardiert worden. Ein Langzeitzünder könnte durch Hangbewegung infolge starken Regens aktiviert worden sein.[12]

## Geschichte

Bombenabwurf einer 12,5-kg-P&W-Bombe aus einem Flugzeug (Zeit des Ersten Weltkrieges)

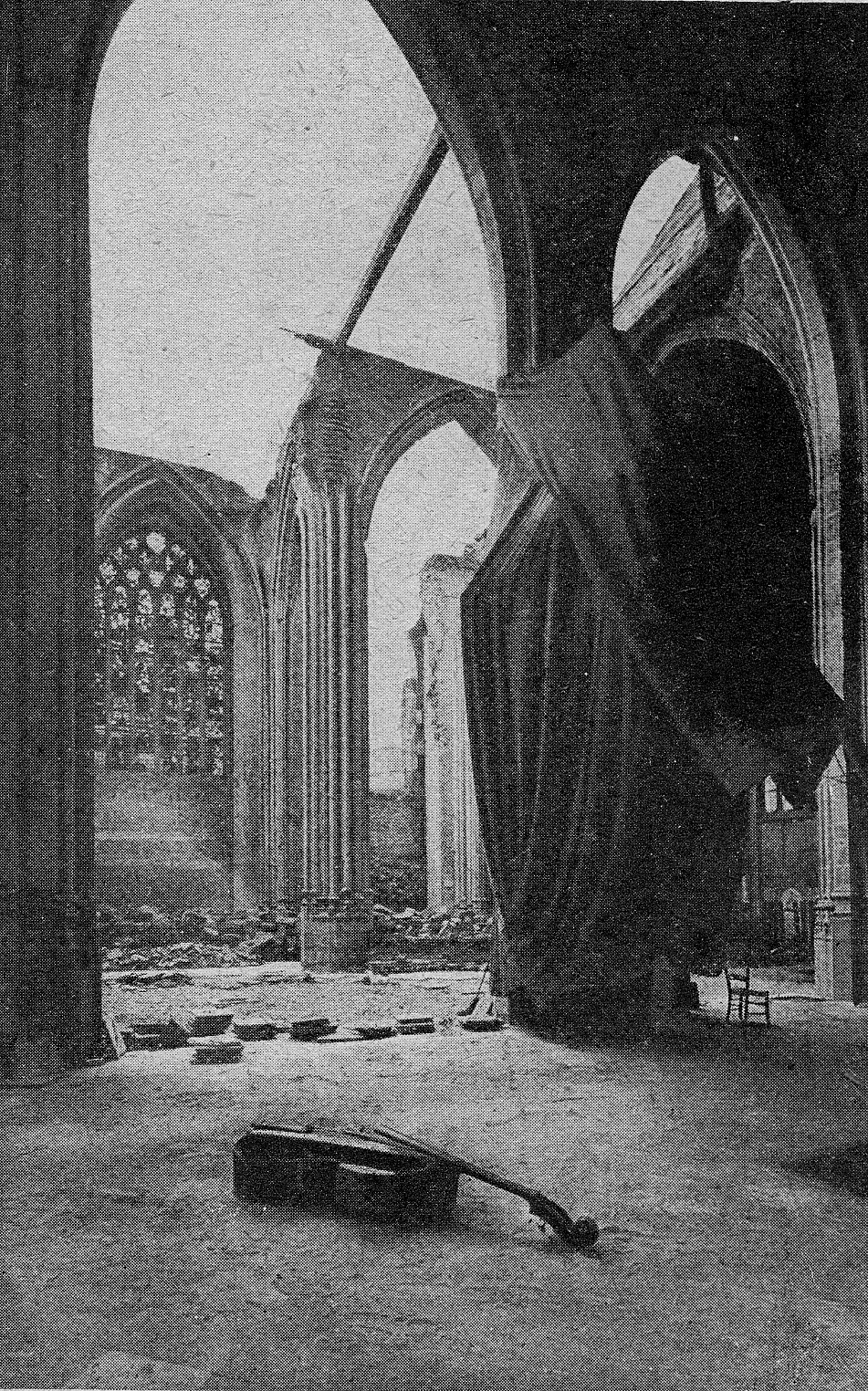
Erster Weltkrieg: Zerstörungen in der Kirche Saint-Éloi in Dünkirchen nach Bombenangriffen aus deutschen Zeppelinen und Flugzeugen; Bild vom 1. Februar 1918

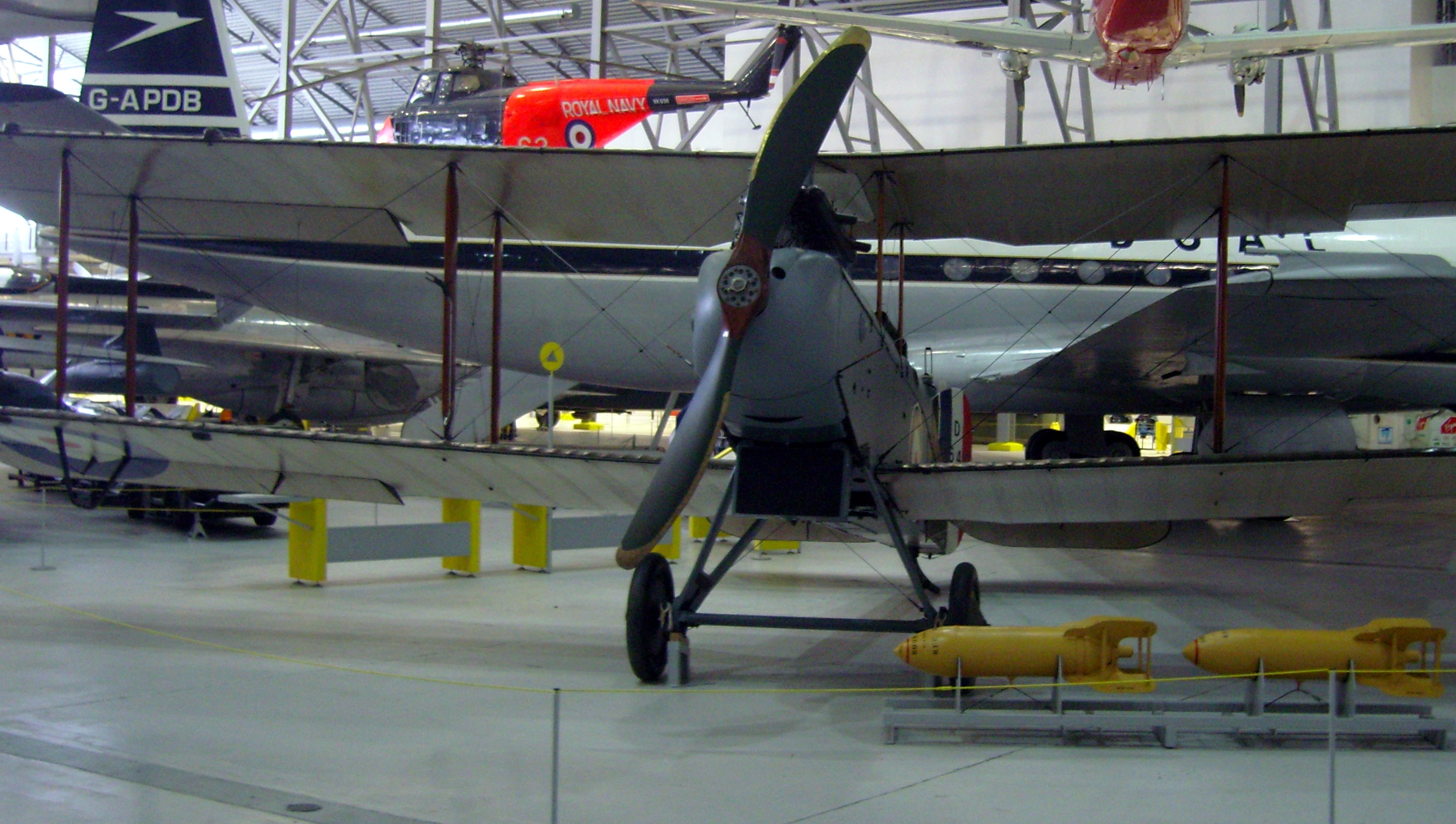
AIRCO DH 9a mit Fliegerbomben

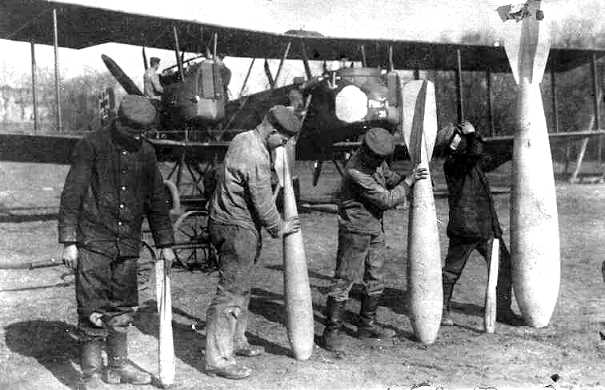
P&W-Bomben von 12,5 – 300 kg vor einer Gotha G V

Vorläufer der Fliegerbomben waren die Ballonbomben. Es handelte sich dabei um Luftballons, die Sprengkörper über eine feindliche Festung tragen und auf sie niederfallen lassen sollten. Dieser Gedanke wurde erstmals 1849 von der österreichischen Belagerungsarmee vor Venedig verwirklicht, doch war der Erfolg gering.
Die Fortschritte der Luftschifffahrt und der Sprengstofftechnik veranlassten dann zum Ende des 19. Jahrhunderts das erneute Aufgreifen dieser Idee. In Frankreich entwickelte man das System Gower, in den USA stellte der General Russel Thayer einen Dynamitballon her. Der deutsche Ingenieur und Aeronaut Georg Rodeck beschäftigte sich seit 1882 mit den Aerobomben und entwarf elektrische Lufttreibtorpedokolonnen und Lufttreibtorpedos mit einer Zeitschaltuhr zur Auslösung der Explosion. Bei den Torpedokolonnen führte ein Passagierballon vier Torpedoballons, deren jeder etwa 50 bis 75 Kilogramm Nitrat in einem metallenen Kasten trug, über die Festung, und die Sprengkästen konnten über die elektrische Leitung entweder gleichzeitig oder nacheinander ausgelöst werden. Beim Niederfallen barsten die Kästen und schleuderten etwa 100 Dynamitpatronen in einem Bogen nach allen Richtungen fort.
In der Haager Friedenskonferenz von 1899 hatten sich die konstruierenden Staaten für die Dauer von fünf Jahren (also bis zum 28. Juli 1904) verpflichtet, das Abwerfen von Sprengstoffen von Ballons oder ähnlich konstruierten Luftfahrzeugen zu verbieten. Der Vertrag wurde erneuert auf der zweiten Konferenz durch die Konvention vom 18. Oktober 1907, doch wurde sie von verschiedenen Staaten nicht unterzeichnet.
Die Idee der eigentlichen Fliegerbombe wurde dann 1910 vom Briten R. P. Hearne in Airships in Peace and War erdacht, um Strafexpeditionen kostengünstiger durchführen zu können. Das Konzept des Luftkriegs fand schnell in militärischen Kreisen Zuspruch.
Der erste Bombenabwurf einer Fliegerbombe in der Geschichte fand am 1. November 1911 im Rahmen des Italienisch-Türkischen Kriegs statt. Giulio Gavotti warf aus einer Etrich-Taube vier knapp anderthalb Kilogramm schwere Bomben per Hand über Libyen ab.
Der bulgarische Pilot Simeon Petrow entwickelte 1912 im Ersten Balkankrieg die erste Fliegerbombe mit Heckflosse und Zünder. Diese etwa 6-Kg schwere Fliegerbombe wurde bei einem Angriff auf den türkischen Bahnhof in der Nähe von Karaağaç zum ersten Mal eingesetzt. Die Pläne für diese Bombe wurden später an Deutschland verkauft.
1912 startete Frankreich das erste größere Bombardement in Marokko, wobei große Ziele wie Dörfer gewählt wurden. Im Jahr darauf eroberte Spanien einen anderen Teil Marokkos auch mit Hilfe von Splitterbomben aus deutscher Produktion.
Im Ersten Weltkrieg wurden erstmals Bomber eingesetzt, bei denen die Fliegerbomben nicht mehr aus dem Beobachtungsstand herausgeworfen, sondern vom Rumpf oder dem unteren Flügel ausgeklinkt wurden. 
Die ersten Fliegerbomben des Krieges waren sehr improvisiert und hatten keine guten Falleigenschaften.
Als „P. u. W. Bombe“ wurde eine 1916 von der Prüfanstalt und Werft (P. u. W.) der Fliegertruppe (später Flugzeugmeisterei) in Berlin-Johannisthal gemeinsam mit der Firma Goerz in Berlin-Friedenau entwickelte Fliegerbombe bezeichnet, die ab 1917 von der Firma Goerz produziert wurde. Neben einer 12,5 kg schweren dickwandigen Splitterbombe waren die übrigen Modelle mit 50, 100, 300 und 1000 kg dünnwandige Bomben mit hohem Sprengstoffanteil. Die P&W Modelle waren die ersten modernen Fliegerbomben überhaupt. Im Gegensatz zu den früheren birnenförmigen Carbonit-Bomben mit Ringleitwerk waren die P&W-Bomben tropfenförmig und schlank und am Heck befand sich ein dreiflügliges Leitwerk, dessen Flossen verschränkt waren und dadurch die Bombe in Rotation versetzten. Die ballistischen Eigenschaften waren deutlich besser als die der frühen Carbonit-Modelle. Soweit bekannt wurde das 1000-kg-Modell nur einmal von einer Zeppelin-Staaken R VI über London abgeworfen, wohingegen die Modelle mit 50, 100 und 300 kg bei den G-Flugzeugen verwendet wurden. Das kleinste Modell wurde oftmals von Hand abgeworfen, während alle anderen Modelle an Bombenschlössern getragen wurden.
1919 setzte die sozialdemokratische Regierung im Stadtgebiet von Berlin Fliegerbomben zur Niederschlagung des Spartakusaufstandes ein, so gegen das Redaktionsgebäude der SPD-Zeitung „Vorwärts“ und die Schultheiss-Brauerei, in denen sich hunderte Aufständische verschanzt hatten.
Bereits damals war das Hauptproblem von Bomben die mangelnde Zielgenauigkeit. Winston Churchill war 1920 nach dem Lesen eines Berichts über ein Bombardement Bagdads, in dem auch die Zivilbevölkerung schwer getroffen wurde, so schockiert, dass er weitere Berichte solcher Art verbot. Allerdings war es auch Churchill, der zuvor die Bombardierung von irakischen Aufständischen mit Giftgas gefordert hatte. Oft traten Offiziere, die die Folgen solcher Angriffe sahen und diese als Massaker bezeichneten, von ihren Posten in den Kolonien zurück und gingen lieber nach England zurück.
Im Rifkrieg zwischen Spanien und Marokko wurden am 29. Juni 1924 bei Tétouan sechshundert Bomben abgeworfen und die Zivilbevölkerung schwer getroffen.
Im Spanischen Bürgerkrieg benutzte die deutsche Wehrmacht ihre Waffenhilfe für Francos Truppen dazu, die Bombardierung ganzer Städte zu üben und zu perfektionieren. Die kleine baskische Stadt Guernica wurde am 26. April 1937 von der Legion Condor der deutschen Luftwaffe angegriffen und weitgehend zerstört. Die Weltöffentlichkeit reagierte mit Bestürzung, während man sich in deutschen Militärkreisen zufrieden zeigte. Pablo Picasso widmete diesem Schrecken sein Guernica-Bild.

„Mir gab Spanien die Gelegenheit, meine junge Luftwaffe zu erproben […] und den Leuten, Erfahrungen zu sammeln.“

Nach einem französischen Angriff auf das Moslemviertel von Damaskus (Syrien) kamen große Diskussionen auf, ob solche Angriffe völkerrechtlich vertretbar sind. Es kam darauf die Theorie auf, dass die Menschheit in Zivilisierte, Barbaren und Wilde zu unterteilen sei und nur Angriffe auf zivilisierte Völker gegen das Völkerrecht verstoßen. Damit wurde der Angriff auf Syrien legitimiert und es wurde sogar behauptet, Frankreich handle im Auftrag des Völkerbundes in Syrien.
Anders hingegen verlief der Fall Äthiopiens, welches unabhängig und Mitglied des Völkerbunds war und 1935 von Italien angegriffen wurde. Im Abessinienkrieg (1935–1936) führte die italienische Luftwaffe massive Bombardements durch und setzte dabei auch Senfgas-Bomben ein. Diese Angriffe wurde als Verstoß gegen das Völkerrecht angesehen. Die italienische Annexion Äthiopiens wurde jedoch vom Völkerbund anerkannt.
Im Verlauf des Zweiten Weltkriegs wurden von allen Kriegsparteien Bombardierungen auf Städte in großem Umfang durchgeführt. Den ersten größeren Bombenangriff dieser Art flog die deutsche Luftwaffe im September 1939 auf Warschau, um den Widerstand der in die Stadt geflohenen Verbände zu schwächen und die polnische Regierung zur Kapitulation zu bewegen. Während der Luftschlacht um England 1940–1941 wurde vor allem London schwer getroffen, mehr als 30.000 Menschen starben während der als The Blitz bekannt gewordenen Angriffe. Traurige Berühmtheit erlangte im November 1940 auch die Industriestadt Coventry, die im Verlauf der Operation Mondscheinsonate von der Luftwaffe schwer bombardiert wurde, 568 Menschen fanden hierbei den Tod. Am 8. April 1941 wurde Coventry noch einmal das Ziel eines Angriffs der Luftwaffe, wobei die Zahl der Opfer in Coventry auf über 1000 stieg. Aufgrund des relativ hohen Zerstörungsgrades der Stadt (75 % der Industrieanlagen waren zerstört, unter anderem das Rolls-Royce-Flugzeugmotorenwerk) wurde der Angriff von der deutschen Propaganda als außerordentlicher Erfolg gefeiert. Propagandaminister Joseph Goebbels prägte den Ausdruck „Coventrieren“ für einen derart zerstörerischen Angriff aus der Luft. Besonders viele Opfer forderten auch die Angriffe auf die „Straße des Lebens“, einen Versorgungsweg über den zugefrorenen Ladogasee während der Leningrader Blockade vom 8. September 1941 bis 18. Januar 1944. Infolge der Angriffe der deutschen Luftwaffe starben 16.470 Zivilisten durch direkte Bombeneinwirkung, mehr als 100.000 Leningrader erfroren oder verhungerten, da besonders Lebensmittel- und Kohlenlager Ziel der Luftangriffe waren.

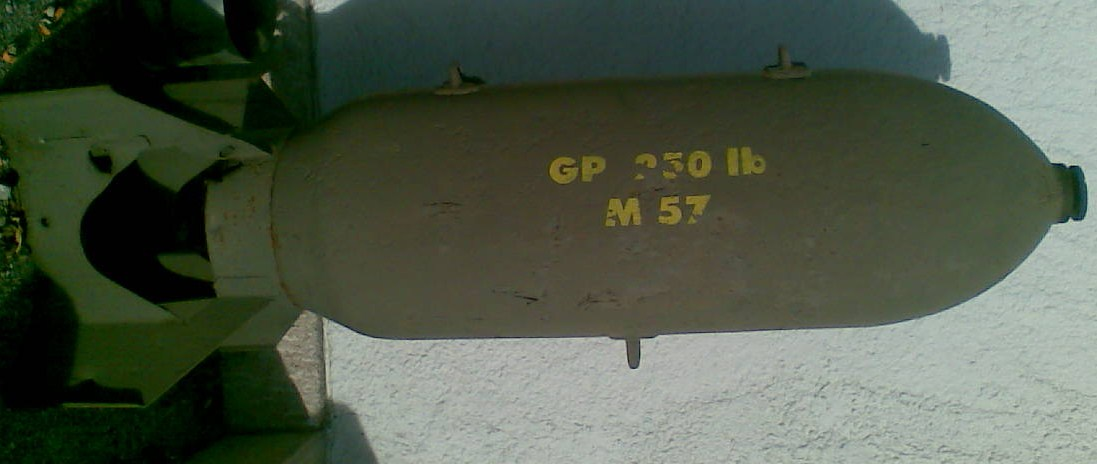
US-amerikanische Fliegerbombe vom Typ AN M57 (250 Pfund, umgerechnet 113,4 kg), abgeworfen während des Zweiten Weltkrieges über Wiener Neustadt (Österreich)

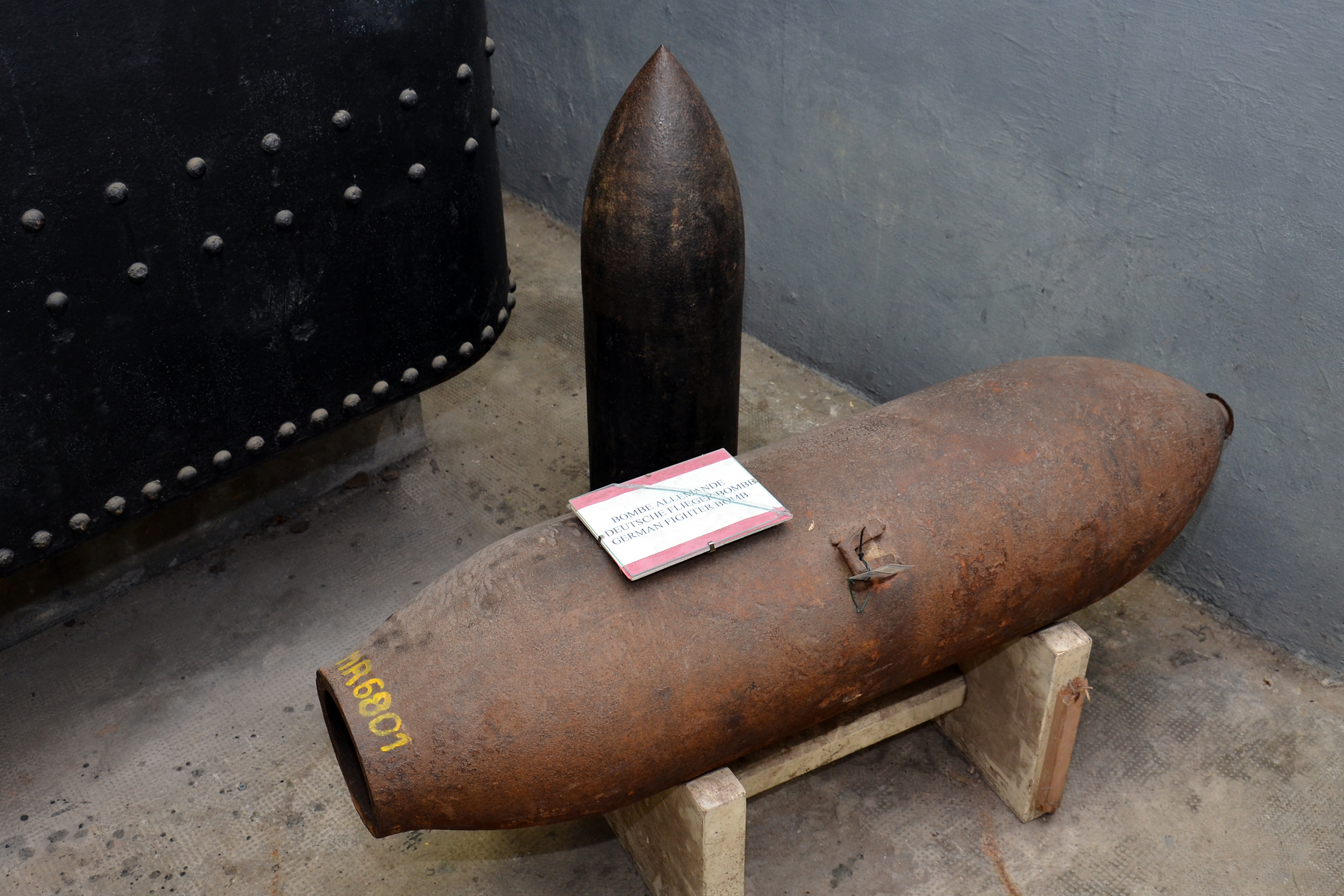
Deutsche Fliegerbombe aus dem Zweiten Weltkrieg (ausgestellt im Großunterstandsmuseum in Hatten)

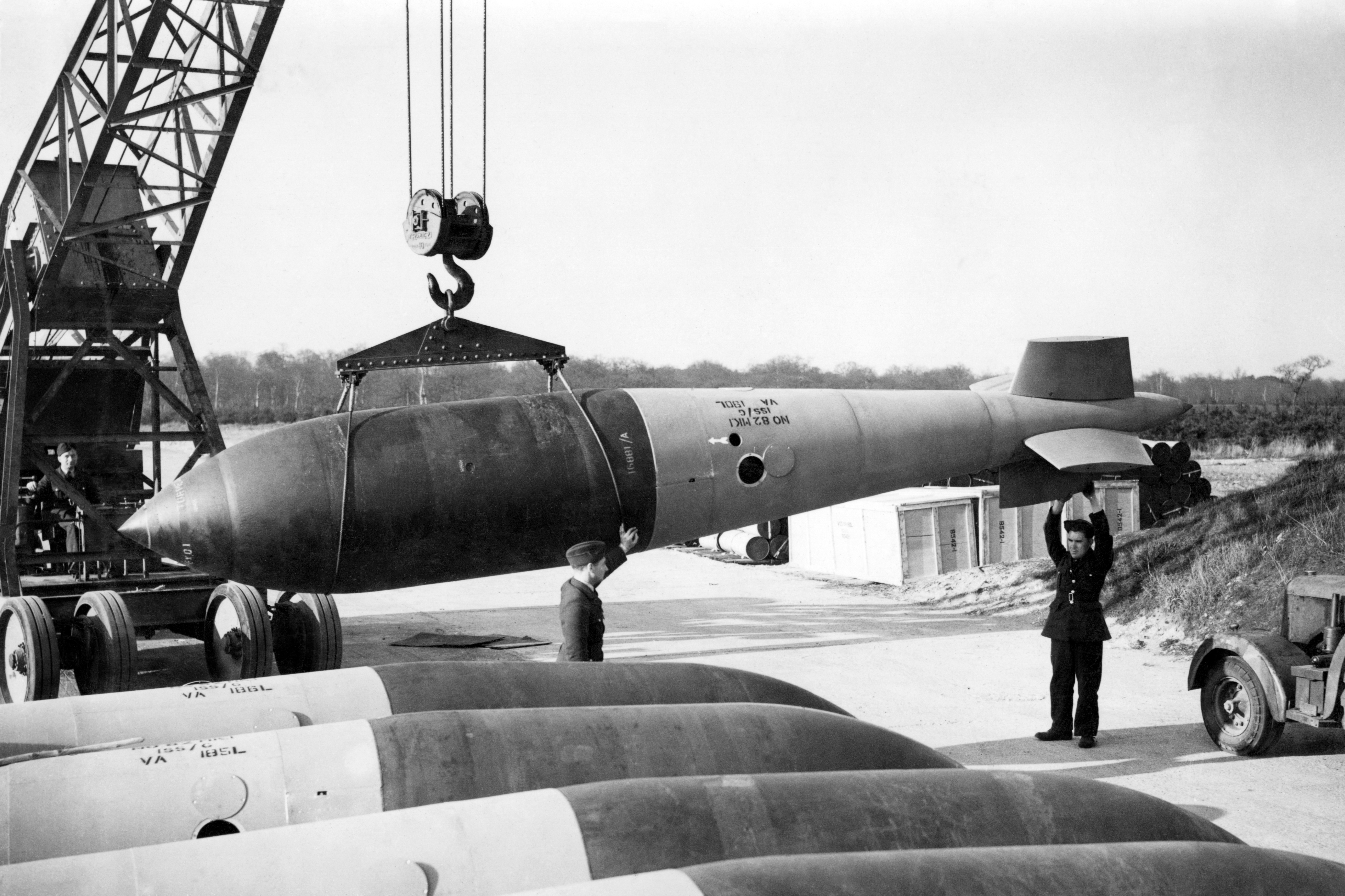
10-Tonnen-Fliegerbombe „Grand Slam“

Anfang 1942 trugen zunächst Einheiten der britischen Royal Air Force unter dem Kommando von Luftwaffenmarschall Arthur Harris („Bomber Harris“) den Luftkrieg in das Deutsche Reich. Das RAF Bomber Command und ab 1943 auch die United States Army Air Forces führten massive Bombardierungen deutscher Großstädte durch, wie die als Operation Gomorrha bezeichneten Angriffe auf Hamburg vom 24. Juli 1943 bis zum 3. August 1943. Da der Großteil der über Hamburg abgeworfenen Bomben aus Brandbomben bestand, kam es während und nach der Operation Gomorrha zu massiven Bränden im gesamten Hamburger Stadtgebiet (siehe auch: Feuersturm). Mehr als 34.000 Menschen starben, über 125.000 wurden verletzt. Obwohl der Zweite Weltkrieg in Europa bereits vor seinem Ende stand, wurden 1945 weiter Bomben auf deutsche Städte abgeworfen. Teilweise, um die verbleibenden Verbände der Wehrmacht zu schwächen, aber auch, um die Zivilbevölkerung gezielt zu demoralisieren. Dresden wurde vom 13. bis 15. Februar 1945 von der RAF nachts und der USAAF bei Tag bombardiert. Da sich zum Zeitpunkt der Luftangriffe auf Dresden viele Flüchtlinge aus Ostpreußen und aus anderen deutschen Großstädten in der Stadt befanden, kam es zu einer hohen Anzahl von Opfern. Die anfänglichen Schätzungen lagen bei 40.000 Toten und gingen vereinzelt auch in den sechsstelligen Bereich; heute gilt eine Zahl von mindestens 22.700 und höchstens 25.000 Opfern als wahrscheinlich. Die deutsche Propaganda von Joseph Goebbels nannte etwa die zehnfache Zahl, man wollte die Katastrophe benutzen, um die sogenannte Anti-Hitler-Koalition international zu diskreditieren. Der erste Nachkriegsbürgermeister von Dresden Walter Weidauer bezeichnete 1946 die Angriffe noch als notwendiges Übel, im Verlauf des Kalten Krieges behauptete die DDR, der Angriff habe nur deswegen stattgefunden, um der zu der Zeit anrückenden Roten Armee nur ein verbranntes Ostdeutschland zu überlassen.
Insgesamt warfen alleine die Alliierten im Verlaufe des Zweiten Weltkriegs in Europa 2,67 Millionen Tonnen Bomben ab.
Ihren Höhepunkt erreichten die Bombenangriffe jedoch nicht in Europa, sondern in Japan mit den verheerenden Brandbombenangriffen auf Tokio und weitere Großstädte, wobei ab Anfang 1945 innerhalb weniger Monate Hunderttausende von japanischen Zivilisten getötet wurden. Ein neues Zeitalter leitete der Abwurf der Atombombe Little Boy am 6. August 1945 durch den B-29-(Superfortress)-Bomber Enola Gay über der Hafenstadt Hiroshima ein. 600 Meter über dem Ziel explodierte Little Boy und tötete über 140.000 Menschen sofort. Da sich Japan nach dem Bombenabwurf immer noch nicht ergab, wurde drei Tage nach dem Hiroshima-Abwurf der B-29-Bomber Bockscar nach Nagasaki gesandt, um dort die Atombombe Fat Man abzuwerfen. Aufgrund schlechter Sicht über dem Zielgebiet verfehlte die Bombe ihr Ziel um fast zwei Kilometer, trotzdem starben mehr als 50.000 Menschen bei der Explosion. Die Zahlenangaben für die Spätopfer dieser beiden Atomexplosionen schwanken beträchtlich von 300.000 bis zu 700.000 Menschen.
Über Jahre fortgesetzte US-Luftangriffe im Koreakrieg (1950–1953) und Vietnamkrieg (1964–1975) (dort wurde mehr Munition abgeworfen als im gesamten Zweiten Weltkrieg) forderten eine siebenstellige Zahl an Todesopfern unter der Zivilbevölkerung und ließen flächendeckende Verwüstungen zurück. 
Die schwerste jemals abgeworfene Fliegerbombe ist mit etwa 10 Tonnen Gesamtmasse die britische Grand Slam aus dem Zweiten Weltkrieg. Die in Bezug auf die Sprengkraft stärkste bekannte nicht-nukleare Fliegerbombe ist heute die russische „Vater aller Bomben“.